# Secret of Mana
Secret of Mana (聖剣伝説2?, Seiken Densetsu 2) è un videogioco di ruolo sviluppato e pubblicato nel 1993 da Square per Super Nintendo Entertainment System. Secondo capitolo della serie Mana, è il seguito di Mystic Quest per Game Boy, quest'ultimo pubblicato in America settentrionale come spin-off della serie Final Fantasy. Del gioco è stato prodotto un sequel, Seiken Densetsu 3, distribuito esclusivamente in Giappone, anch'esso incluso nella raccolta Seiken Densetsu Collection per Nintendo Switch che comprende i primi tre titoli della saga.

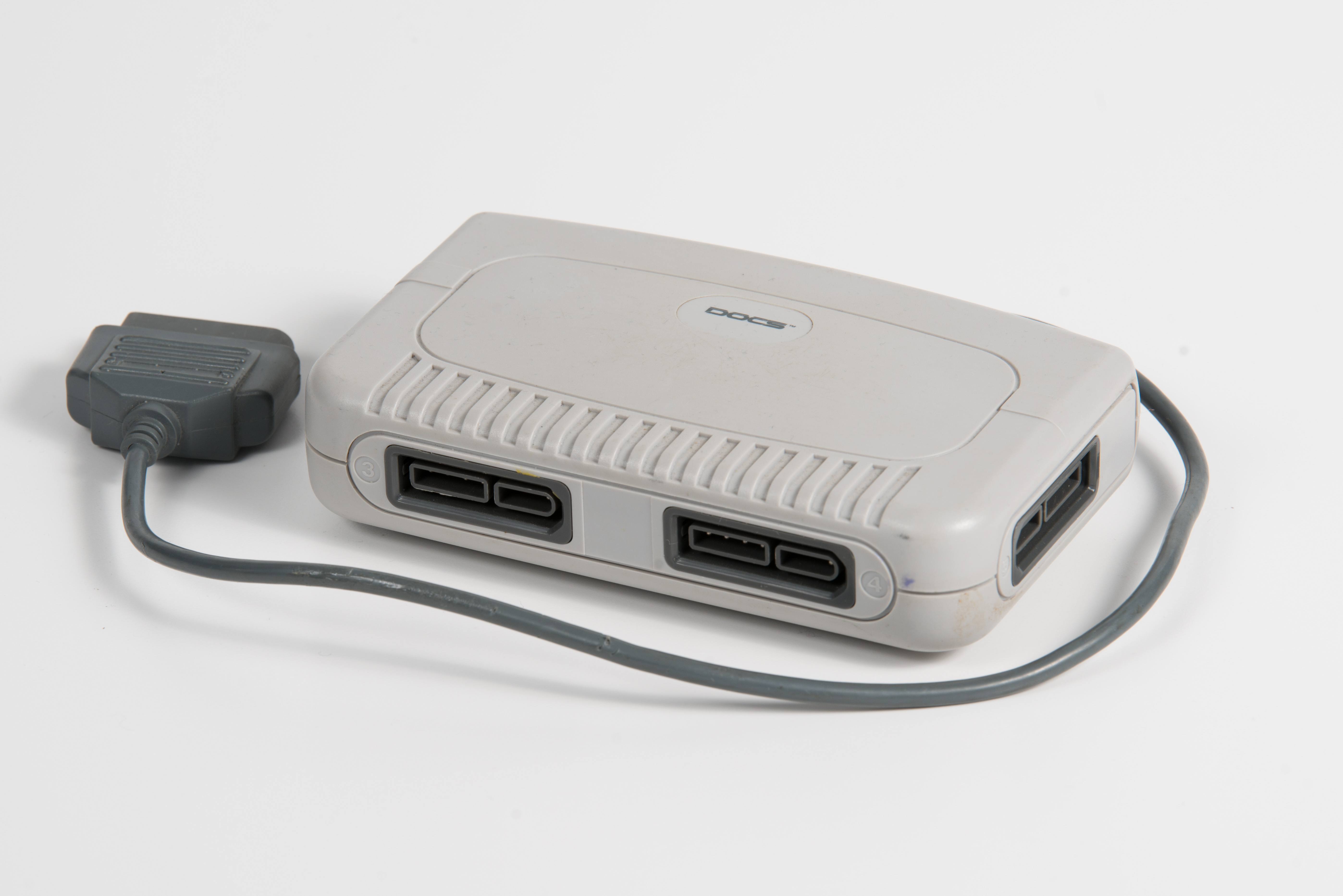
Multitap per Super Nintendo

A differenza dei contemporanei Final Fantasy VI e Chrono Trigger, Secret of Mana presenta una modalità multigiocatore tramite multitap che permette di guidare fino a tre personaggi. Il videogioco ha ricevuto conversioni per Wii, Wii U, iOS e Android, sebbene nella versione mobile sia stata rimossa la modalità multiplayer. Il gioco è inoltre incluso in tutte le versioni del Nintendo Classic Mini: Super Nintendo Entertainment System.

## Accoglienza
Retrospettivamente, la rivista Famitsū ha classificato Primm come la ventunesima eroina più famosa dei videogiochi degli anni '90.